# José María Galdeano y Zalduendo
José María Galdeano (o Galdiano) y Zalduendo (Olite, 15 de agosto de 1772 - Madrid, 5 de abril de 1853) fue un letrado y político español, senador por la provincia de Navarra, y decano del consejo de Órdenes.

## Biografía
Se graduó de bachiller en leyes por la universidad de Granada en 1791, y se licenció en derecho canónico por la universidad de Sevilla en 1795. En esta última sirvió además la cátedra de vísperas de cánones.
Fue alcalde del crimen en la audiencia de Sevilla (1798), y posteriormente en la de Valencia (1802). En 1808 pasó al puesto de oidor del consejo de Navarra. Fue el único consejero que se sometió al gobierno francés, lo que le valió el cargo de regente de dicho consejo en 1809. En 1812 el conde Dorsenne suprime el consejo. La oposición de Galdeano a la decisión de Dorsenne hizo que éste le mandara a prisión. Tras la restauración de 1814, Galdeano es acusado de colaborar con los franceses y Fernando VII lo deporta a Francia.
Tras reconciliarse con la regente María Cristina regresa a España, y en abril de 1834 pasó a regente de la audiencia de Aragón. Entre julio y septiembre de 1834 ocupó de manera interina el cargo de corregidor de Madrid. Como recompensa por el celo con que desempeñó en comisión el corregimiento de Madrid, en septiembre de ese mismo año es nombrado gobernador civil por la provincia de Granada.
En 1838 recibió el título de caballero de la orden de Santiago.
Fue senador electo por la provincia de Navarra entre 1840 y 1845, y senador vitalicio entre 1845 y 1853. En abril de 1844 tomó posesión como ministro del tribunal especial de las Órdenes Militares. En febrero de 1846 fue nombrado decano de dicho tribunal, cargo que ya estaba desempeñando de manera interina desde hacía un año y medio. En noviembre de 1852 fue nombrado ministro del Tribunal Supremo. Falleció en 1853.